# Will Danin
Will Danin (* 6. Februar 1942; † 15. Februar 2025) war ein deutscher Schauspieler.
Er verkörperte im Fernsehfilm Al Capone im deutschen Wald (1969, Regie Franz Peter Wirth, Drehbuch Peter Adler) den Bandenchef Bernhard Kimmel, spielte in der ZDF-Serie Kara Ben Nemsi Effendi den Omar ben Sadek und stand häufig in deutschen Serien wie Derrick, Tatort, Ein Fall für zwei, Siska, Der Alte und Rosa Roth vor der Kamera.
Außerdem wirkte Danin in den Kinofilmen Die Engel von St. Pauli (1969) und Deep End (1971) mit.

## Filmografie
- 1969: Die Engel von St. Pauli
- 1969: Al Capone im deutschen Wald (TV-Film)
- 1970: Die Marquise von B. (TV-Zweiteiler)
- 1970: Merkwürdige Geschichten – Überirdische Melodie
- 1971: Deep End
- 1971: Tatort: AE612 ohne Landeerlaubnis (TV-Reihe)
- 1972: Der Amateur (TV-Film)
- 1972–1973: Fußballtrainer Wulff (Folge 1–13 und 23–26)
- 1973: Los Paladines (TV-Serie – Spanien RTVE)
- 1973–1975: Kara Ben Nemsi Effendi (TV-Serie) – 21 Folgen
- 1974: Hamburg Transit – Das Interview
- 1983: Tatort: Miriam
- 1984: Das leise Gift (TV-Film)
- 1986: Schafkopfrennen (Fernsehserie)
- 1987: Ein Fall für zwei (Fernsehserie, Folge 55, Episode „Ayla“)
- 1987: Die Krimistunde (Fernsehserie, Folge 27, Episode: „Wort gehalten“)
- 1987–1997 Derrick (TV-Serie) – 10 Folgen (158, 163, 183, 186, 199, 216, 218, 240, 266, 272)
- 1987–2004 Der Alte (TV-Serie) – 17 Folgen
- 1988: Polizeiinspektion 1 (TV-Serie) – eine Folge
- 1988: Der Fahnder – Tommys großer Coup[2]
- 1989: Peter Strohm – Fracht für Mailand
- 1989: Tatort: Katjas Schweigen
- 1990: Tote leben länger (TV-Film)
- 1992: Happy Holiday (TV-Serie) – eine Folge
- 1994: Familie Heinz Becker (TV-Serie) – eine Folge
- 1994: SOKO 5113 (TV-Serie) – eine Folge
- 1999: Siska (TV-Serie) – drei Folgen
- 2002: Rosa Roth (TV-Serie) – eine Folge
- 2003: Siska – Am Ende aller Lügen
- 2004: Der Alte – Ein mörderisches Geheimnis